# Cesare Previti

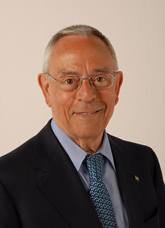
Cesare Previti

Cesare Previti (* 21. Oktober 1934 in Reggio Calabria) ist ein ehemaliger italienischer Politiker.
Cesare Previti wurde in Reggio Calabria geboren und wuchs in Rom auf, wo er auch mit dem Jurastudium begann. Nach dem Studium ergriff er den Beruf des Anwalts. 1971 lernte Previti in dieser Funktion Silvio Berlusconi kennen. Für dessen neu gegründete Partei Forza Italia trat Previti bei den Senatswahlen 1994 und gewann einen Sitz. In der Regierung unter Berlusconi als Ministerpräsident sollte Previti zunächst Justizminister werden, scheiterte aber am Veto durch Staatspräsident Oscar Luigi Scalfaro. Stattdessen wurde Preveti Verteidigungsminister. Er hatte das Amt von Mai bis Januar 1995 inne.